# Franc-maçonnerie au Chili
La franc-maçonnerie au Chili naît de la fondation le 7 juillet 1850, dans le port de Valparaíso, de la première loge maçonnique du Chili. Ce sont des artisans français émigrés travaillant dans ce port qui ouvrent la loge « L’Étoile du pacifique ». Trois ans plus tard, elle donne naissance à une seconde loge « Union fraternelle ».

## Histoire
Le Chili est longtemps resté une région isolée aux confins de l'Empire espagnol dans laquelle les idées libérales venues d'Europe ne circulaient pas. De plus, l'Espagne exerçait la censure afin de limiter la propagation de ces idées sur son territoire.
La première mention de la franc-maçonnerie en Amérique latine remonte au 13 janvier 1756 lorsque le gouverneur de Valdivia, le lieutenant-colonel Ambrosio Sáez de Bustamante est traduit devant le Tribunal de l'inquisition de Lima pour pratique de la maçonnerie. L'ordonnance royale de 1778 permet d'abord de développer le commerce avec Buenos Aires et le Pérou. Facilitant la circulation des produits, cette nouvelle donne permet d'accroitre les rencontres et la circulation des idées. Par ailleurs, des hommes tels que Bernardo O'Higgins et José de San Martín voyagent en Europe. O'Higgins s'établit un temps en Angleterre où il fréquente Francisco de Miranda et San Martín participe aux Guerres napoléonniennes en Espagne. Enfin, les besoins de la Guerre d'indépendance du Chili augmentent les échanges avec les États-Unis. Tous ces évènements permettent de désenclaver le territoire chilien et de permettre le développement des idées libérales qui donneront naissance aux loges maçonniques au début du XIXe siècle. À cette époque, la maçonnerie chilienne est pratiquée par les hommes qui se trouvent sur son territoire dans le cadre du commerce ou des guerres d'indépendance latino-américaines, sans être natif de ce pays.
Une fois, l'indépendance obtenue, les loges sont dissoutes. En 1827, la maçonnerie chilienne renaît avec la fondation de la loge « Filantropía chilena ». Cependant, la victoire des conservateurs à la Bataille du Lircay marque un nouveau coup d'arrêt pour les loges.[source insuffisante]
Dans les années 1850, avec le durcissement du régime conservateur au pouvoir depuis les années 1830, les loges refont surface dans le paysage chilien. À cette époque, la maçonnerie chilienne continue à être majoritairement animée par des commerçants et des artisans étrangers venus d'Europe et des États-Unis. Elle s'est pour ainsi d'abord développée dans des ports tels que Valparaiso. Il s'agit au départ d'une fraternité laïque qui implique solidarité et entraide entre ses membres. Les loges pouvaient servir de refuge à des protestants persécutés par l'Église catholique.
Le 7 juillet 1850, dans le port de Valparaíso est fondée la loge « L’Étoile du Pacifique » par des artisans français émigrés travaillant dans ce port soutenus par le Grand Orient de France. Au même moment, Grande Loge du Massachusetts (en) soutien la création de la loge "Bethesda" qui travaille par conséquent en anglais. En 1853, c'est au tour du maçon brésilien Manuel de Lima de fonder la loge « Union fraternelle » composée de maçons chiliens et argentins, ces derniers ayant fui le régime de Rosas.
Le 24 mai 1862, les loges Union Fraternelle et Progrès de Valparaíso, Ordre et Liberté de Copiapó et Fraternité de Conception se séparent du Grand Orient de France et constituent la première puissance maçonnique chilienne, la Grande Loge du Chili. Ramón Allende Padín, grand-père de Salvador Allende, fut l'un des premiers grands maîtres en 1884[réf. nécessaire].
En octobre 1906, le siège de la Grande Loge du Chili est transféré de Valparaiso à Santiago après le tremblement de terre du mois d'août. En 1920, après l'incendie de la Galerie San Carlos qui accueillait ses locaux, le siège est de nouveau déplacé au 658 avenue Bernardo O'Higgins où il subit un nouvel incendie en 1958. En mars 1961, les travaux du nouveau siège démarrent rue Marcoleta 659.[source insuffisante]
Les francs-maçons chiliens ont eu une activité significative dans l'histoire du Chili. Ils furent les promoteurs de l'indépendance du pays, comme constructeurs des bases du système républicain et promoteurs du développement politique et socio-économique du pays[réf. nécessaire].
Plusieurs présidents de la république ont appartenu à la maçonnerie tels qu'Arturo Alessandri Palma, Pedro Aguirre Cerda, Gabriel González Videla, Carlos Ibáñez del Campo, Juan Antonio Ríos et Salvador Allende Gossens,.
En 2013, le Chili compte environ 12 000 francs-maçons et 18 000 en 2018 pour 17 millions d'habitants. 90 % des membres font partie de la Grande Loge du Chili.

## Obédiences au Chili

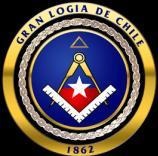
Emblème de la Grande Loge du Chili.

- Grande Loge du Chili (es) : Elle est la plus ancienne organisation maçonnique du Chili. En 1906, un séisme a détruit le siège et les archives de la Grande loge. Elle s'est installée à Santiago du Chili, au club de la République, son siège actuel. La Grande loge a été à l’initiative de la construction de l’Université La République et certaines loges soutiennent encore des collèges. Obédience majoritaire dans le pays, elle compte 249 loges[2]. Il s'agit de la seule obédience dite régulière et reconnue par la Grande Loge Unie d'Angleterre[3].
- Juridiction chilienne du Droit Humain : L'Ordre maçonnique mixte international « le Droit humain » installa sa première loge chilienne en 1927. La Juridiction chilienne du Droit humain est composée actuellement de cinq loges, à Santiago où elle a son siège et à Valparaíso[réf. nécessaire].
- Grande Loge mixte du Chili (es) : À l'initiative de frères de la Grande Loge du Chili voulant instaurer la mixité et avec l'aide de Curuppumulaje Jinarajadasa, membre du Suprême Conseil Universel Mixte Le Droit humain une loge mixte est créée en 1929[3], prenant le nom de Igualdad (Égalité). En 1932, cinq loges, à Santiago et Valparaiso, sont sous la juridiction du Suprême Conseil du DH à Paris. En 1933, elles obtiennent le droit de se constituer en Fédération chilienne. Continuant son développement, cette fédération de loges mixtes obtient, en 1954, son indépendance du Suprême Conseil et se constitue en Ordre maçonnique mixte du Chili[3]. Le nom de Grande Loge Mixte du Chili est adopté dans les années 1970. Elle compte, en 2013, trente-neuf loges au Chili[3] et cinq au Pérou. Elle pratique le Rite d'York et est membre du CLIPSAS depuis 1991.[réf. nécessaire]
- Grande Loge nationale du Chili : Adhérent du SOGLIA depuis 2010.
- Grand Orient du Chili (es) : Obédience créée en 1960. Elle compte sept loges en 2013, est membre du CIMAS et du CLIPSAS depuis 2004[3].
- Grande Loge féminine du Chili : La première loge féminine Araucaria no 1 fut créée le 11 janvier 1970 soutenue par des membres du Rite national du Mexique[3]. Cette loge, avec trois autres loges masculines, constituaient la Grande Loge métropolitaine du Chili. Jusqu’en 1983, les sœurs maintinrent l’activité de leur seule loge et créèrent une autre loge Araucaria no 2 et un triangle Armonia. Ce n’est qu’en 1983 que nait la Grande Loge féminine du Chili avec l’aide du Grand Orient du Mexique[3]. Elle est adhérente du CLIPSAS depuis 1991. Elle compte en 2013, 24 loges au Panama, au Pérou, au Chili et à Cubya. Elle soutiendra la création de Grandes Loges Féminines en Bolivie, en Uruguay et en Argentine[3].
- Grand Orient latino-américain : à la suite du coup d'État du 11 septembre 1973 au Chili d'Augusto Pinochet, le Grand Orient du Chili en exil est créé à l'étranger en 1984 et devient le Grand Orient latino-américain (GOLA) en 1990 avec une patente du Grand Orient de France. Est adhérent du CLIPSAS depuis 1987. Le GOLA possède, en 2013, 26 loges dont six au Chili[3].